# باسكال نيابندا
باسكال نيابندا (بالفرنسية: Pascal Nyabenda)‏ (مواليد 12 أبريل 1966 -) سياسي بوروندي، وعُيّن رئيسًا مؤقتًا لبوروندي في 8 يونيو حتى 18 يونيو 2020 ، بعد وفاة مفاجئة للرئيس بيير نكورونزيزا.
وهو رئيس الجمعية الوطنية البوروندية منذ عام 2015، وكذلك رئيس المجلس الوطني للدفاع عن الديمقراطية – قوات الدفاع عن الديمقراطية (CNDD-FDD)، الحزب الحاكم منذ عام 2012. عمل سابقًا رئيسًا للمجموعة البرلمانية للمجلس الوطني للدفاع عن الديمقراطية - قوات الدفاع عن الديمقراطية  وشغل منصب حاكم مقاطعة بوبانزا.